# Barisal
Pour les articles homonymes, voir Barisal (homonymie).
Barisal est une ville du Bangladesh, capitale de la division éponyme, Barisal.
La ville est située au bord du delta du Gange. La ville de Barisal était sous le contrôle de la famille Roychoudhury, qui vit maintenant à Calcutta. Elle constitue une transition importante pour le trafic maritime commercial. Au cours des dix dernières années, les routes se sont améliorées grâce à la construction de plusieurs ponts. Il existe une école de médecine affiliée à l'université nationale.

## Histoire
Barisal était une zone semi-indépendante à l'époque moghole en raison de violents combats entre ces derniers et les chefs hindous, même si de grandes parties de la ville étaient alors totalement sous le contrôle des gouverneurs du Bengale Subah proto-industrialisé. Au fil du temps, La ville est tombée sous le pouvoir des Nawabs du Bengale, le dernier de ces derniers ayant été Raja Ramranjan Chakravarty, puis sous le contrôle de l'Inde britannique coloniale, contrôle cédé plus tard au Pakistan oriental à la suite de l'indépendance et, enfin, au Bangladesh.
Dans les temps anciens,la ville s'appelait s'appelait Chandrodip (চন্দ্রদ্বীপ). L'ancienne cité de Barisal était également connue en Europe sous le nom d'Ismailpur & Bacola (বাকলা). Ralph Fitch, un marchand de cuir et le tout premier Anglais connu pour avoir visité le Bengale au milieu des années 1580, décrit Barisal dans son journal comme suit : « De Chatigan au Bengale, je suis venu à Bacola; le roi dont est un Gentil, un homme très bien disposé et très heureux de tirer avec un fusil. Son pays est très grand et fécond, et il a du riz, beaucoup de coton et de soie. Les maisons sont très belles et hautes, les rues grandes et les gens nus, sauf un petit drap autour de la taille. Les femmes portent une grande quantité de cerceaux en argent autour de leur cou et de leurs bras, et leurs jambes sont ceinturées d'argent et de cuivre, et des bagues en dents d'éléphant. »
Barisal est la ville la plus importante de cette région et l'un des plus grands ports fluviaux du Bangladesh. C'est une ville de près de 380 000 habitants qui possède un quartier général divisionnaire, une faculté de médicine, un collège de cadets, quelques industries pharmaceutiques, des industries textiles et le siège social de la Bangladesh Inland Water Transport Authority. Barisal est une ville à croissance rapide du pays située sur la rivière Kirtankhola. Le premier aéroport d'atterrissage et de décollage court du pays a été achevé à Barisal et une compagnie aérienne privée nommée Air Bengal a commencé son vol aérien régulier entre l'aéroport de Dhaka Hazrat Shahjalal et Barisal.
La ville est appelée la « Venise de l'Est » ou la « Venise du Bengale » et le « Paradis du Bengale ». Les « fusils de Barisal » sont un phénomène naturel nommé d'après Barisal : il s'agit d'une sorte de son retentissant entendu près des lacs et des rivières due à l'activité sismique sous l'eau, d'abord entendu dans cette région par les Britanniques au XIXe siècle.

## Personnalités liées à la ville
- Sufia Kamal poétesse, née à Barisal ;
- Sadia Ayman, actrice et mannequin, y est née ;
- Jebunnesa Afroz, députée de la Ligue Awami.